# 马瑞志
马瑞志，本名理查德·巴勒斯·马瑟（Richard Burroughs Mather，1913年11月11日—2014年11月28日），美国汉学家，古汉语学者。曾任明尼苏达大学教授。

## 生平
马瑞志1913年11月11日出生于中国保定市，他的父母都是美国来华新教传教士。他的少年时期在中国度过，1930年代他回到美国，就读普林斯顿大学。在获得文学学士学位后，他曾打算返回中国，但随着第二次世界大战开始而放弃。他进入加州大學柏克萊分校继续深造。1949年他获得中国文学博士学位。
毕业后他得到明尼苏达大学的聘用，担任该校教授，他创立了汉语和中国文学相关的课程。马瑞志一直在明尼苏达大学任教直到70岁退休。退休后，他整理自己父亲威廉·阿诺特·马瑟的传记和他本人的自传并出版。
马瑞志主要研究中国古典文学和诗歌，尤其是六朝时期的作品。